# Função de Gel'fand Shilov
A Função de Gel'fand-Shilov (F.G.S.) consiste em uma das funções fundamentais do chamado Cálculo Fracionário, sendo de crucial importância para a definição de Integral Fracionária através de um produto de convolução.

## Definição
Sejam {\displaystyle n\in \mathbb {N} -\{0}\} e {\displaystyle v\in \mathbb {R} -\mathbb {Z} _{-}}. A função de Gel'fand-Shilov é definida por:
{\displaystyle \phi _{n}(t):={\begin{cases}{\frac {t^{n-1}}{(n-1)!}},&{\text{se }}t\geq 0\\0,&{\text{se }}t<0.\end{cases}}}              e           {\displaystyle \phi _{v}(t):={\begin{cases}{\frac {t^{v-1}}{\Gamma (v)}},&{\text{se }}t\geq 0\\0,&{\text{se }}t<0.\end{cases}}}
onde {\displaystyle \Gamma (v)} é a função Gama. 
OBS: A função Gama apresenta singularidades para {\displaystyle v\in \mathbb {Z} _{-}=\{{0,-1,-2,-3...}\}}. 

## Propriedade
Sejam {\displaystyle \alpha } e {\displaystyle \beta } definidos fora das singularidades da função Gama e {\displaystyle *} o produto de convolução de Laplace. Tem-se que: {\displaystyle \phi _{\alpha }(t)*\phi _{\beta }(t)=\phi _{\alpha +\beta }(t)}.
De fato:
{\displaystyle \phi _{\alpha }(t)*\phi _{\beta }(t)=\int _{0}^{t}{\frac {{\bigl (}{t-\tau }{\bigr )}^{\alpha -1}}{\Gamma (\alpha )}}{\frac {{\tau }^{\beta -1}}{\Gamma (\beta )}}d\tau }{\displaystyle ={\frac {1}{\Gamma (\alpha )\Gamma (\beta )}}\int _{0}^{t}{\bigl (}{t[1-{\frac {\tau }{t}}}]{\bigr )}^{\alpha -1}{\tau }^{\beta -1}d\tau }
Introduzindo a mudança de variáveis: {\displaystyle u={\frac {\tau }{t}}}, segue que {\displaystyle du={\frac {d\tau }{t}}}.Estabelecendo os novos limites de integração, temos:
{\displaystyle ={\frac {1}{\Gamma (\alpha )\Gamma (\beta )}}\int _{0}^{1}{\bigl (}{t[1-u}]{\bigr )}^{\alpha -1}{{\bigl (}tu{\bigr )}}^{\beta -1}tdu}
{\displaystyle ={\frac {t^{\alpha +\beta -1}}{\Gamma (\alpha )\Gamma (\beta )}}\underbrace {\int _{0}^{1}{[1-u}]^{\alpha -1}{{\bigl (}u{\bigr )}}^{\beta -1}du} _{B(\alpha ,\beta )}}
Onde {\displaystyle B(\alpha ,\beta )} é a função Beta para {\displaystyle \alpha } e {\displaystyle \beta } para {\displaystyle Re(\alpha )>0} e {\displaystyle Re(\beta )>0}. 
Utilizando o fato de que {\displaystyle B(\alpha ,\beta )={\frac {\Gamma (\alpha )\Gamma (\beta )}{\Gamma (\alpha +\beta )}}}, segue que:
{\displaystyle \phi _{\alpha }(t)*\phi _{\beta }(t)={\frac {t^{\alpha +\beta -1}}{\Gamma (\alpha +\beta )}}=\phi _{\alpha +\beta }(t)} {\displaystyle {}_{\blacksquare }}

## Transformada de Laplace
A Transformada de Laplace da função de Gel'fand-Shilov é dada por: {\displaystyle {\mathcal {L}}\left\{\phi _{v}(t)\right\}=s^{-v}}. 
De fato:
{\displaystyle {\mathcal {L}}\left\{\phi _{v}(t)\right\}=\int _{0}^{\infty }e^{-st}{\frac {t^{v-1}}{\Gamma (v)}}dt={\frac {1}{\Gamma (v)}}\int _{0}^{\infty }e^{-st}t^{v-1}dt}
Introduzindo a mudança de variáveis {\displaystyle st=u\Rightarrow sdt=du}, decorre que:
{\displaystyle ={\frac {1}{\Gamma (v)}}\int _{0}^{\infty }e^{-u}{\Bigl (}{\frac {u}{s}}{\Bigr )}^{v-1}{\Bigl (}{\frac {du}{s}}{\Bigr )}}
{\displaystyle ={\frac {1}{\Gamma (v)}}\int _{0}^{\infty }e^{-u}{\frac {u^{v-1}}{s^{v}}}du}
{\displaystyle ={\frac {s^{-v}}{\Gamma (v)}}\int _{0}^{\infty }e^{-u}u^{v-1}du}
{\displaystyle ={\frac {s^{-v}}{\Gamma (v)}}\Gamma (v)}
{\displaystyle =s^{-v}}
{\displaystyle \therefore {\displaystyle {\mathcal {L}}\left\{\phi _{v}(t)\right\}=s^{-v}}} {\displaystyle {}_{\blacksquare }}

## Comportamento Gráfico

#### Exemplo 1
Gráfico tridimensional da função de Gel'fand-Shilov, para {\displaystyle 0<t\leq 5} e {\displaystyle 0<v\leq 2.5}:

Gráfico da função de Gel'fand-Shilov tridimensional